# Оболь (озеро)
О́боль (бел. О́баль) — озеро в Городокском районе Витебской области в бассейне реки Оболь у деревень Оболь и Коновалово.
Котловина озера представляет собой расширенное русло реки Оболь. Склоны высотой 6—10 м, суглинистые и супесчаные. Площадь водной поверхности 0,3 км². Длина 2,56 км, максимальная ширина 0, 4 км. Средняя глубина 2,3 м, максимальная — 2,8 м. Дно плоское, покрыто илом и сапропелем, берега заболоченные. Площадь водосбора 568 км². 

Озеро дистрофирующее, зарастает камышом, тростником, кувшинкой, рдестом.
В озеро впадает четыре ручья. 
В озере водятся лещ, щука, окунь речной, уклейка, плотва, густера, язь, линь, налим, и другие виды рыб.